# Trosgierst
Trosgierst (Setaria italica, synoniem: Panicum italicum) is een eenjarige plant die behoort tot de grassenfamilie (Poaceae). De plant komt van nature voor in oostelijk en zuidelijk Azië en is vandaar uit verder verspreid. De soort komt als verwilderend voor in Nederland en België. Trosgierst wordt sinds de oudheid in China als graan verbouwd en er bestaan veel rassen die verschillen in grootte, vorm en behaardheid van de pluim, kleur van de  vrucht en lengte van de borstelharen. Het aantal chromosomen is 2n = 18.
De plant wordt 40–150 cm hoog en heeft groene, rechtopstaande, 4–8 mm dikke halmen. De halm is onder de aarpluim behaard en heeft zes tot twaalf knopen. Het blad is 10–50 cm lang en 1–3 cm breed. Het is aan beide kanten ruw en de bovenzijde is verspreid kort behaard. De bladrand heeft stijve haren. De gekielde bladschede is aan de rand dicht behaard en vaak ook op de rug. Het 1–3 mm lange tongetje heeft 2 mm lange wimpers.
Trosgierst bloeit vanaf juli tot in september. De bloeiwijze is een gelobde, 10–40 cm lange en 0,5–5 cm dikke aarpluim, die bij rijpheid gaat overhangen. De halm van de bloeiwijze is dicht bezet met donzige, 2 mm lange haren. De één tot drie borstelharen onder het 3-3,5 mm lange aartje zijn meestal 8-10 (2-16) mm lang en hebben naar boven gerichte tandjes. Bij rijpheid valt alleen het zaad van de bovenste bloem uit, de kelkkafjes en de onderste, steriele bloem blijven zitten. Het onderste kelkkafje is half zo lang als aartje. Het bovenste, verdikte kelkkafje is even lang als het aartje. De helmknoppen zijn 0,8-1,2 mm lang.
De vrucht is een 1,5–2 mm lange, elliptische graanvrucht. Ze blijft tot ze rijp is omsloten door de onderste kelkkafjes. Afhankelijk van het ras kan de kleur geel, oranje, rood of zwart zijn.

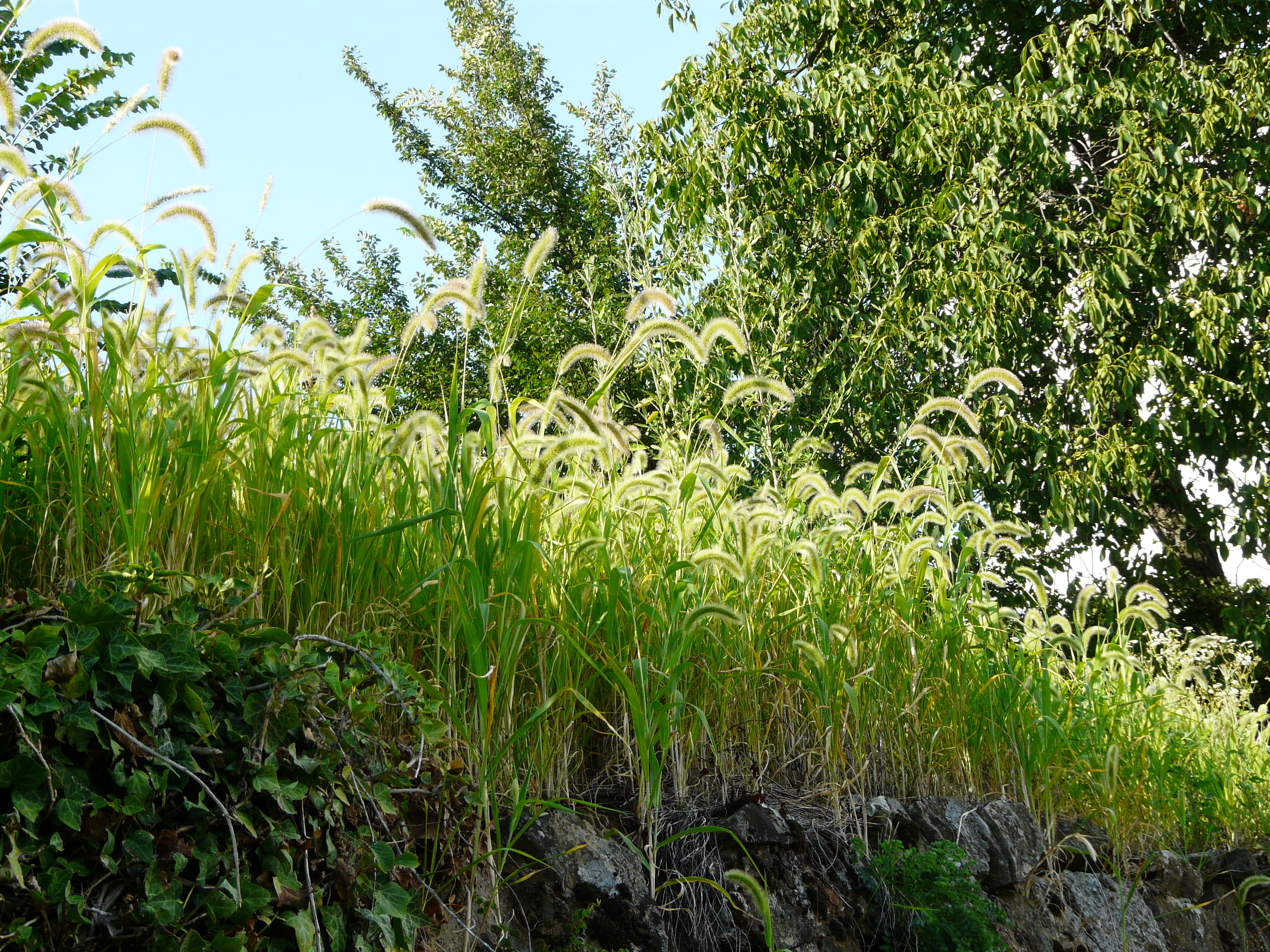
Planten
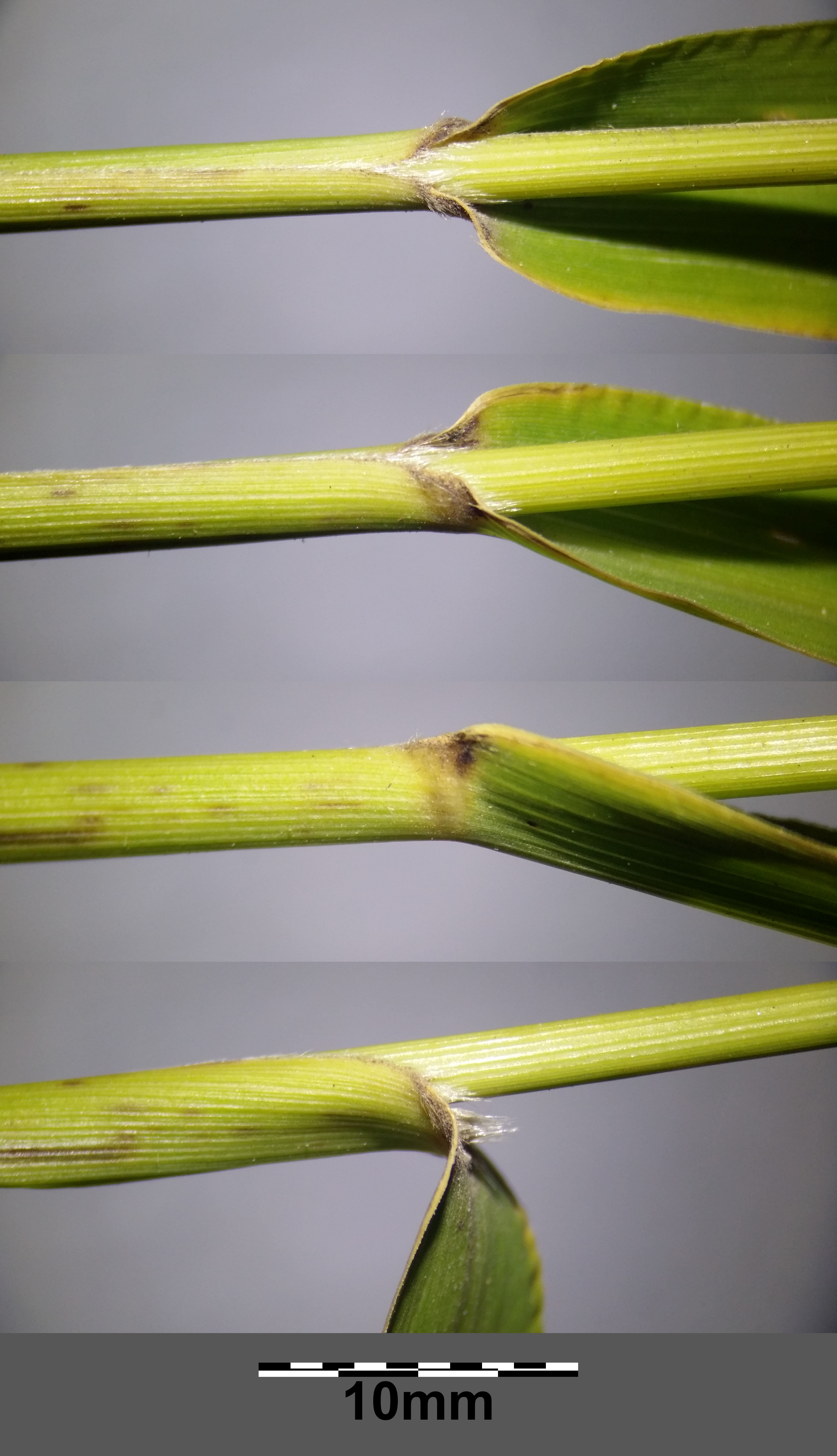
Bladscheden
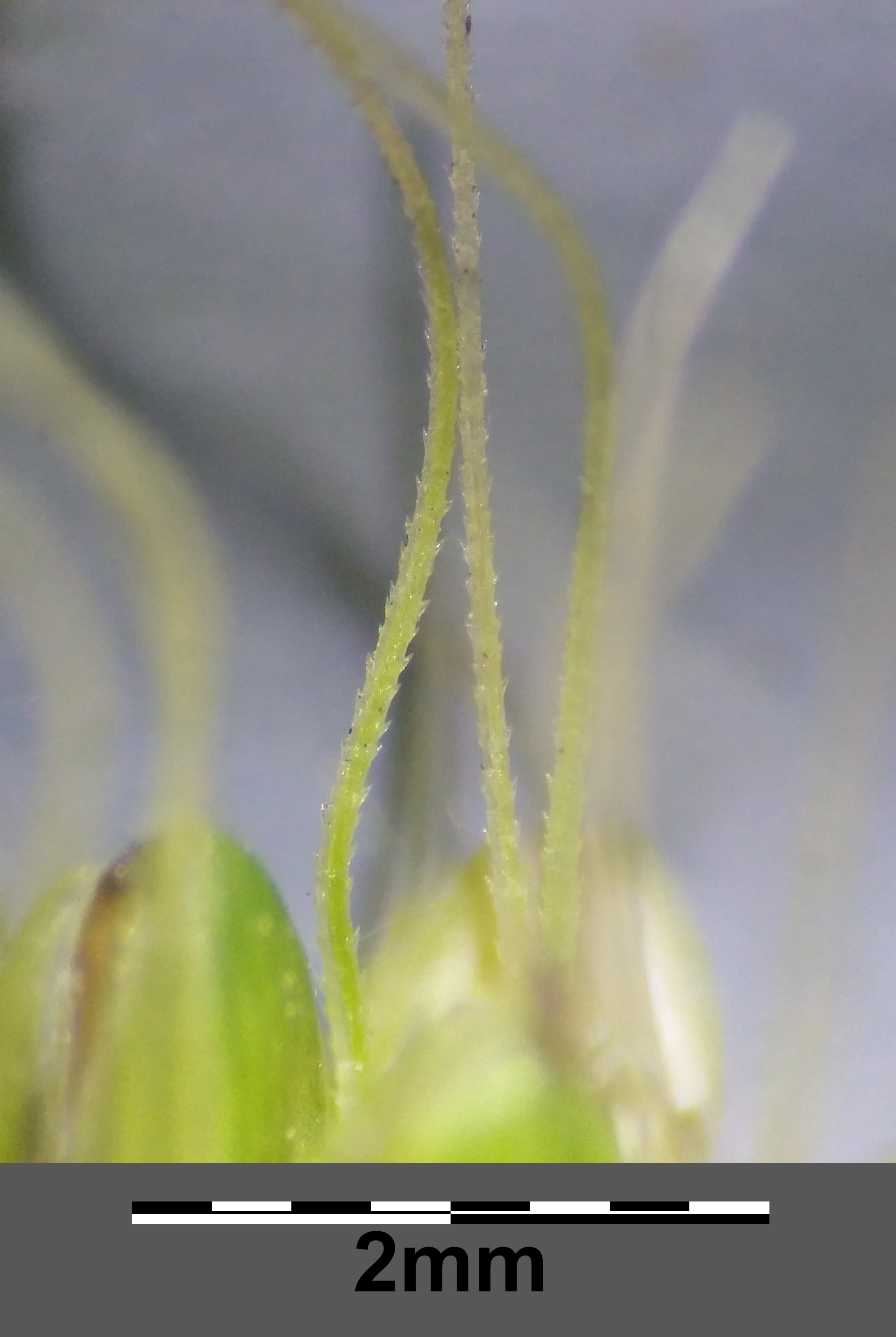
Borstels
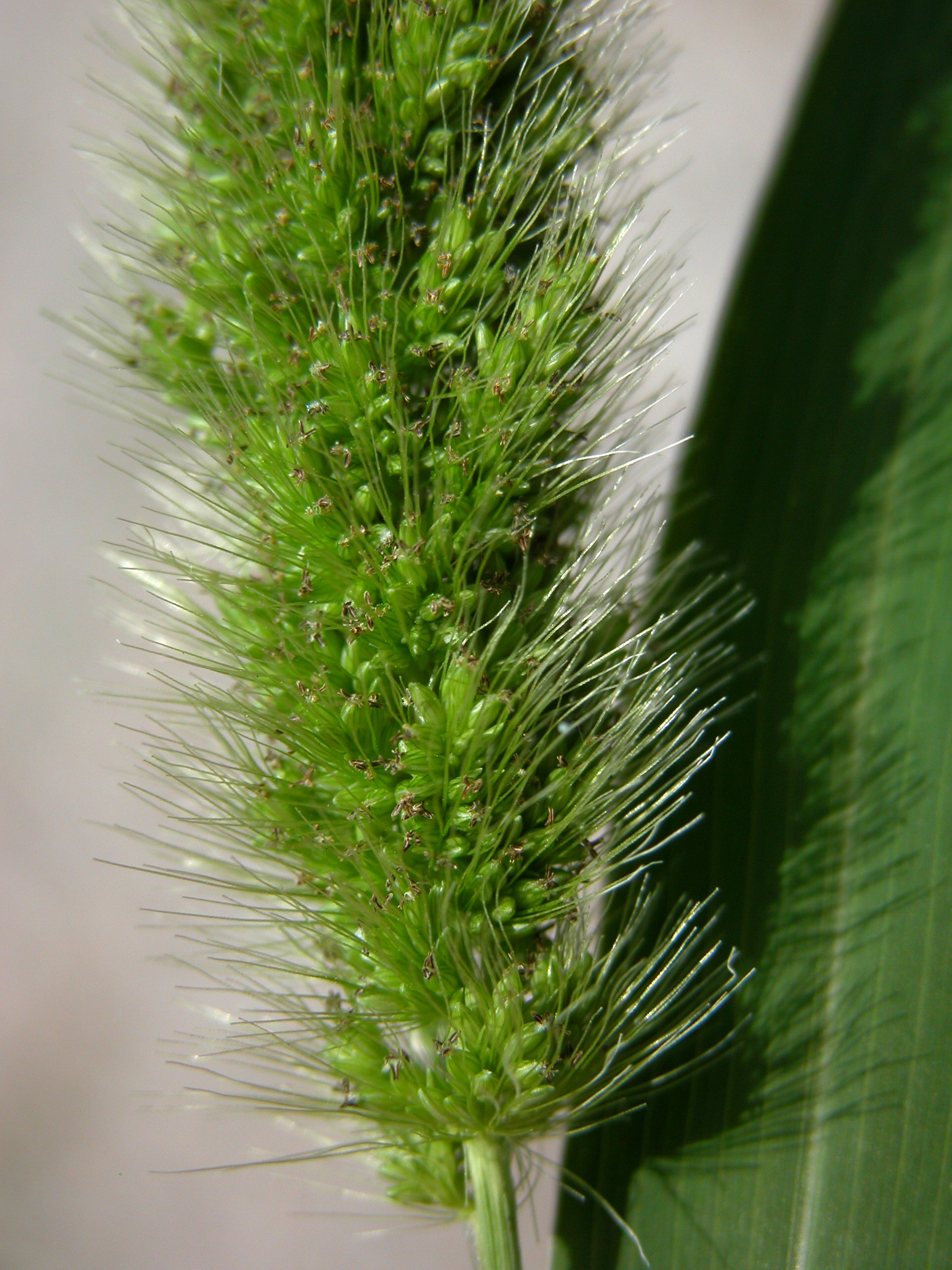
Bloemen
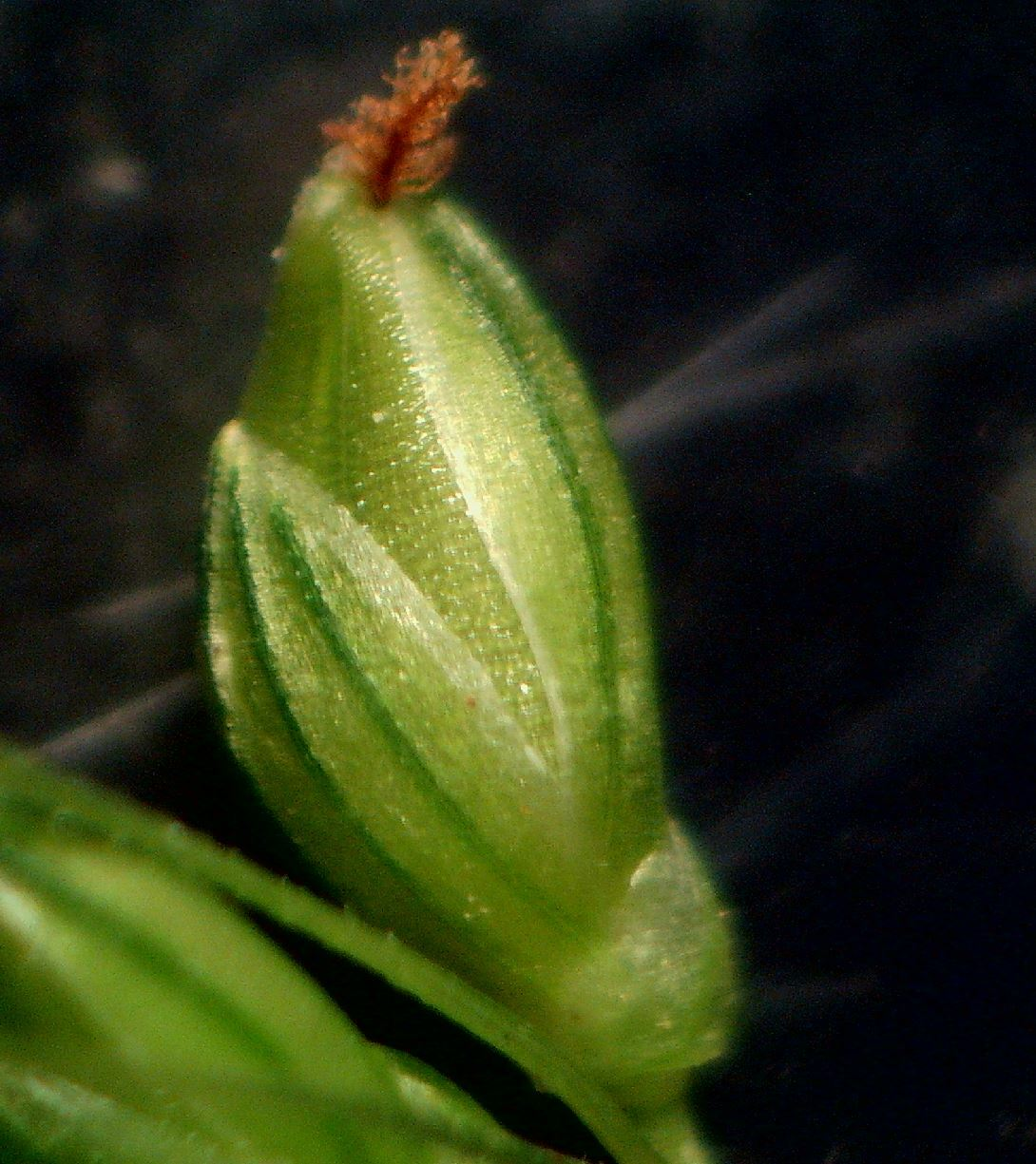
Bloem
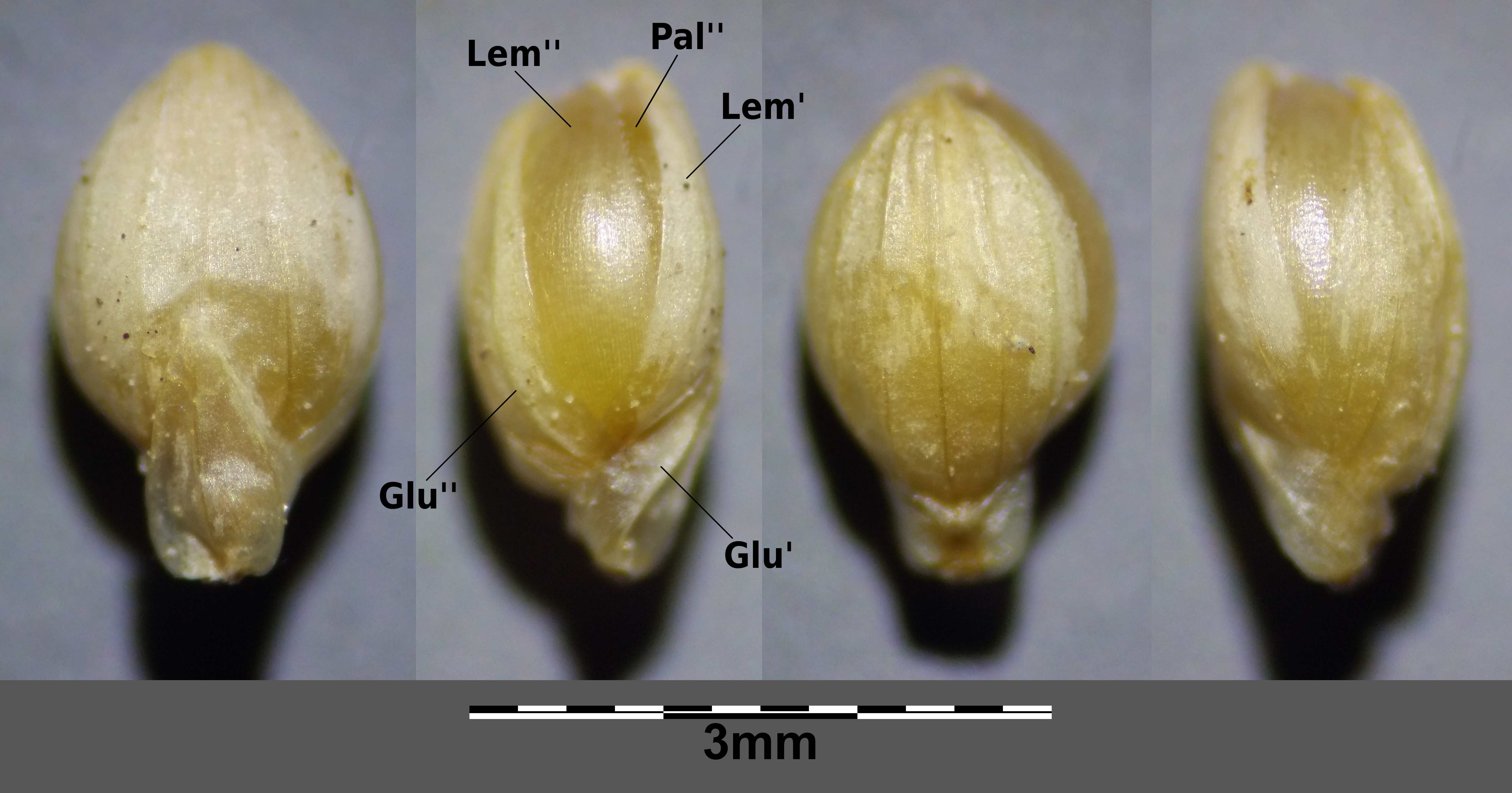
Vrucht
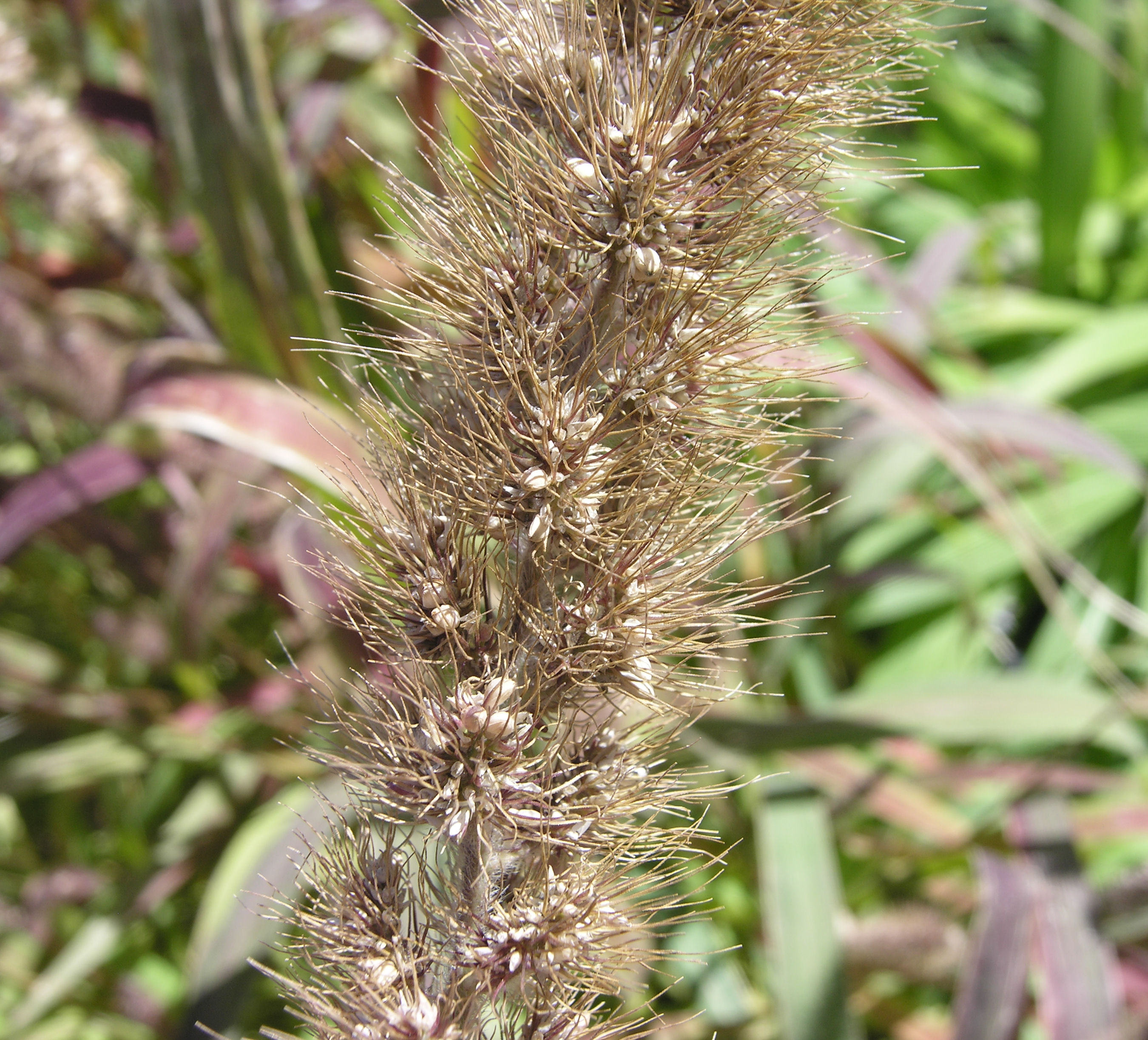
Bloeiwijze met uitgevallen vruchten
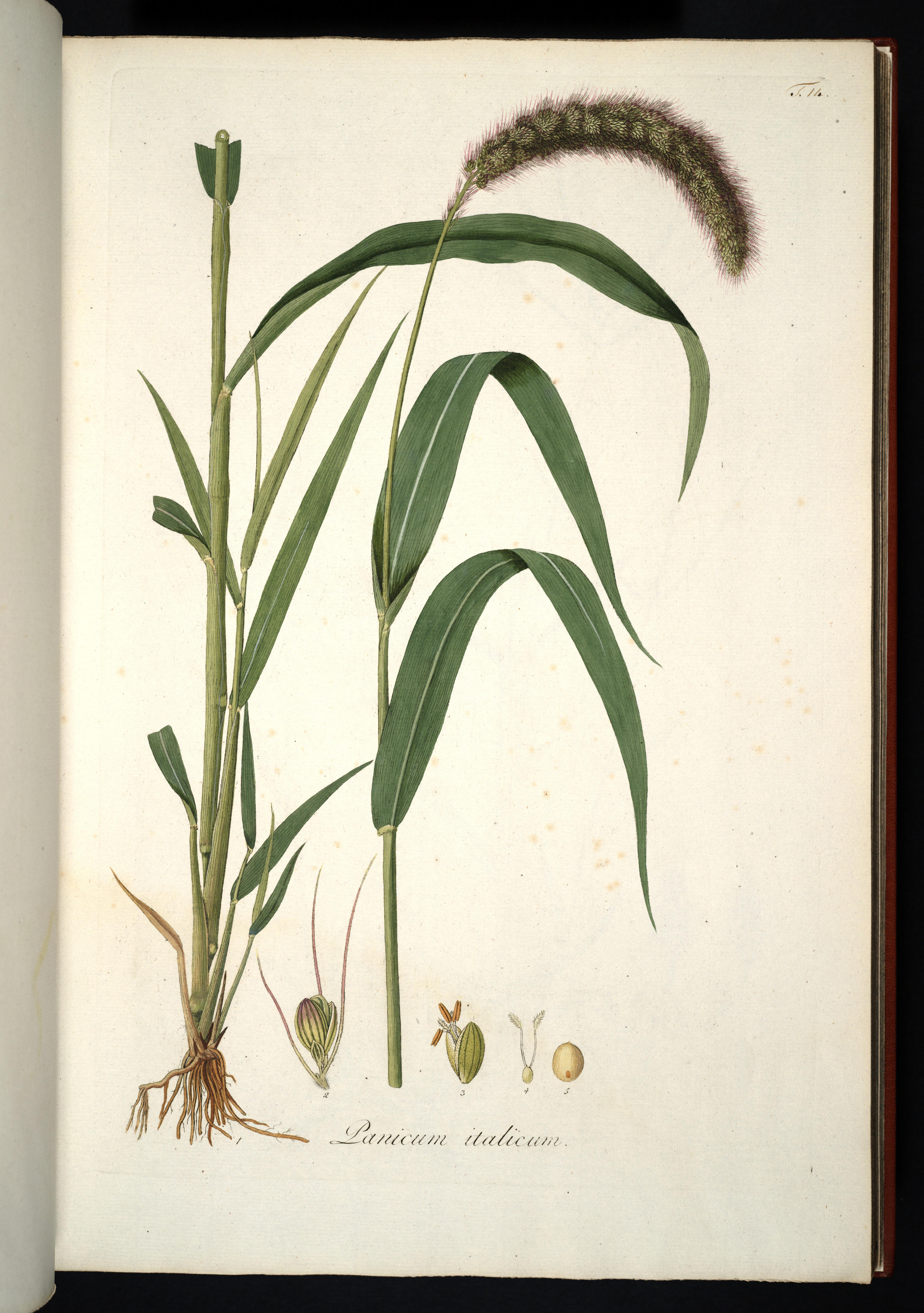
Illustratie

Trosgierst komt voor op droge, voedselrijke grond in bermen en op bouwland. Trosgierst wordt wereldwijd geteeld voor voedsel, vogelvoer en als siergewas.

## Ondersoorten
Er worden twee ondersoorten onderscheiden:
- Setaria italica subsp. italica
- Setaria italica subsp. moharia (Alef.) H.Scholz, heeft korte borstels en wordt voor vogelvoer geteeld.